# HD 219134 f
HD 219134 f, também conhecido como HR 8832 f, é um exoplaneta que está orbitando em torno de HR 8832, uma estrela anã laranja que está localizada a 21 anos-luz de distância a partir da Terra, na constelação de Cassiopeia. Ele tem uma massa de 9 massas terrestres. O exoplaneta foi inicialmente detectado pelo instrumento HARPS-N do Telescopio Nazionale Galileo localizado nas Ilhas Canárias e que pertence a Itália, através do método da velocidade radial. Ao contrário de HD 219134 b ainda não foi observado pelo telescópio espacial Spitzer e, assim, o seu raio e densidade são desconhecidos.